# 迪拉斯新城
迪拉斯新城（法語：Villeneuve-de-Duras，法語發音：[vilnœv də dyʁas]，意即为“迪拉斯的新城”）是法国洛特-加龙省的一个市镇，位于该省西北部，属于马尔芒德区。

## 地理
迪拉斯新城（44°44'27"N, 0°14'14"E）面积11.81 平方千米，位于法国新阿基坦大区洛特-加龍省，该省份为法国西南部内陆省份，北起多爾多涅省，西接吉倫特省和朗德省，南至热尔省，东临塔恩-加龙省和洛特省。
与迪拉斯新城接壤的市镇（或旧市镇、城区）包括：马尔格龙、里奥科、卢贝斯-贝尔纳克、圣阿斯捷、圣塞尔南。
迪拉斯新城的时区为UTC+01:00、UTC+02:00（夏令时）。

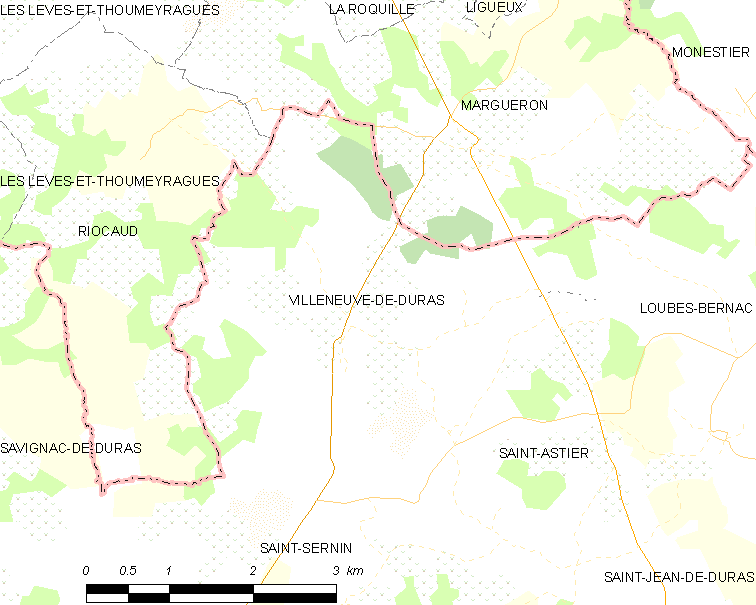
迪拉斯新城的OSM定位图

## 行政
迪拉斯新城的邮政编码为47120，INSEE市镇编码为47321。

## 政治
迪拉斯新城所属的省级选区为吉耶讷山丘县。

## 交通
洛特-加龙省省道D708线经过镇中心，另外D19线从东侧过境。

## 人口

1962-2008年间迪拉斯新城人口变化图示

迪拉斯新城于2022年1月1日时的人口数量为321人。